# Leptophoxus falcatus
Leptophoxus falcatus is een vlokreeftensoort uit de familie van de Phoxocephalidae. De wetenschappelijke naam van de soort is voor het eerst geldig gepubliceerd in 1882 door Sars.